# Anna Mońka-Stanikowa

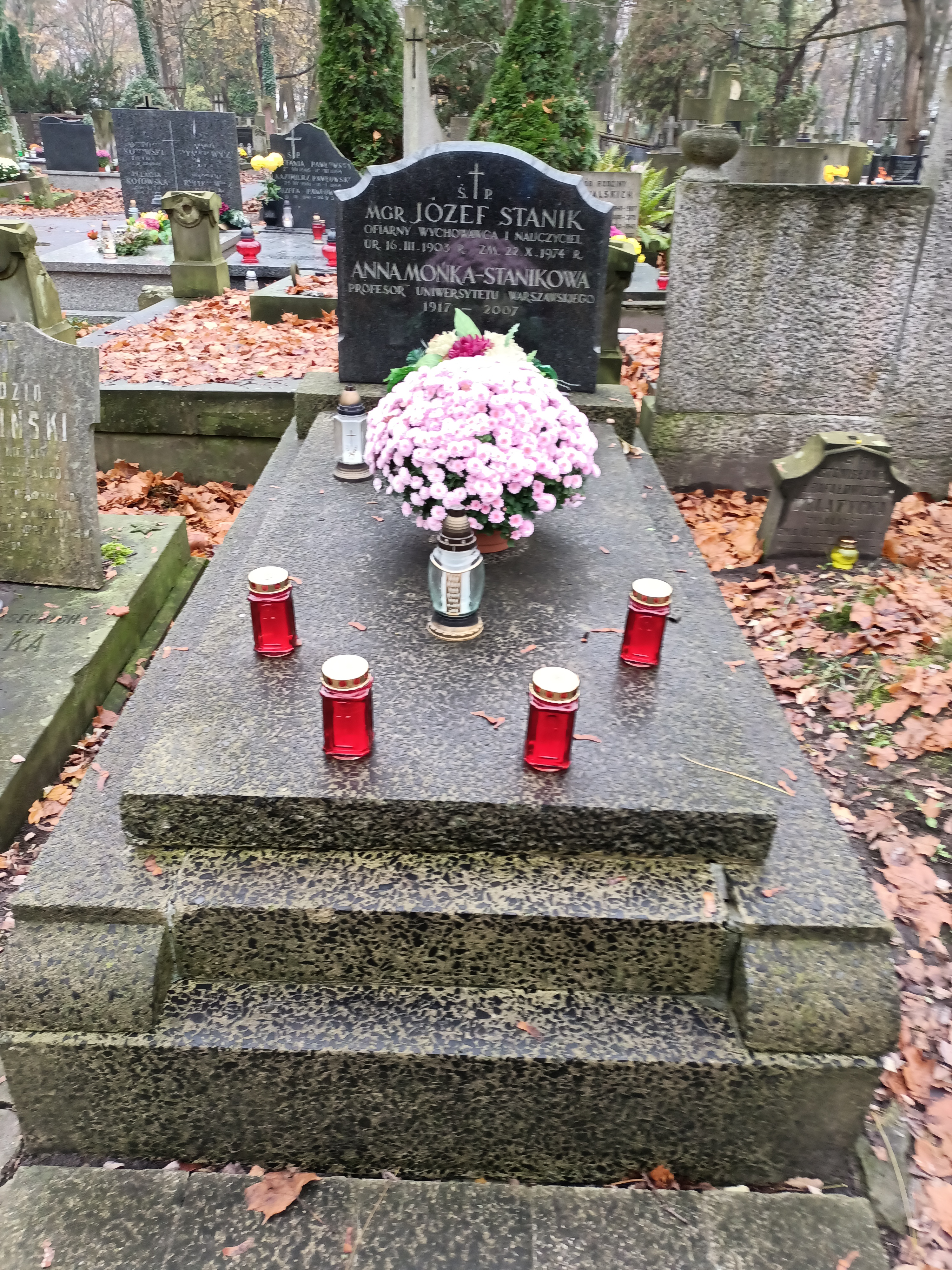
Grób Anny Mońki Stanikowej na cmentarzu Powazkowskim

Anna Mońka-Stanikowa (ur. 1917, zm. 22 czerwca 2007) – polska pedagożka, profesor nauk humanistycznych.
W czasie okupacji hitlerowskiej prowadziła tajne nauczanie. Jedna z pierwszych wykładowczyń Wydziału Pedagogicznego Uniwersytetu Warszawskiego – po 1981 długoletnia kierowniczka Katedry Pedagogiki Porównawczej. W 1979 uzyskała tytuł naukowy profesora.
Pochowana na cmentarzu Powązkowskim w Warszawie (kwatera 290-3-27).

## Wybrane publikacje
- Studia pedagogiczne na Uniwersytecie Warszawskim w okresie 1926-1982, Warszawa: Żak, 1997.
- Szkolnictwo szwajcarskie w świetle współczesnych tendencji oświatowych, Warszawa: Państwowe Wydawnictwo Naukowe, 1970.
- Szkolnictwo w Belgii współczesnej, Warszawa: Państwowe Zakłady Wydawnictw Szkolnych, 1963.